# Indonesia năm 2024
Dưới đây là sự kiện trong năm tại Indonesia năm 2024.

## Sự kiện

### Tháng 1
- 14 tháng 1: Một vụ phun trào núi lửa tạo ra cột tro bụi cao 1,7 km xảy ra tại núi lửa Dukono, đảo Halmahera, tỉnh Bắc Maluku.[1][2]

### Tháng 2
- 14 tháng 2: Tổng tuyển cử Indonesia 2024.[3][4]

### Tháng 4
- 17 tháng 4: Indonesia đã phát cảnh báo sóng thần sau vụ phun trào núi lửa Ruang.[5]

### Tháng 11
- 27 tháng 11: Bầu cử địa phương Indonesia 2024.[6]